# محمد الفسيل
محمد عبد الله الفُسَيِّل (14 سبتمبر 1924 - 29 أغسطس 2022)، هو أديب وسياسي ودبلوماسي وثوري يمني، شارك في ثورة الدستور عام 1948 ضد الإمام يحيى وثورة 26 سبتمبر 1962 ضد الإمام محمد البدر. وكان هو من تلا البيان الأول للثورة الذي نقلته إذاعة صنعاء.

## حياته
ولد الفسيل في 15 صفر 1343هـ الموافق 26 اغسطس  1924م في حي الجراف بالعاصمة صنعاء. توفي والده وهو في السادسة من عمره، فنشأ يتيمًا في كنف أمه، والتحق بالكُتَّاب فقرأ القرآن الكريم، ثم انتقل مع إسرته إلى حارة الفليحي، وهناك واصل تعليمه في كُتاب المسجد. تنقل في عدة مدارس إلى أن تخرج منها، فانتقل إلى مدرسة الإصلاح، ومنها انتقل مع أخيه إلى مكتب الأيتام، ثم انتقل إلى المدرسة العلمية؛ فدرس فيها علوم الفقه، وعلوم الكُتّاب في دائرة المحاسبة، فتحسنت ظروفه المعيشية.

## نضاله
في عام 1943، أصبح الفسيل أحد كُتّاب ولي العهد آنذاك أحمد حميد الدين، في مدينة تعز، وبعد فشل الثورة الدستورية، سنة 1948، والقبض على زعيمها عبد الله بن أحمد الوزير، كان الفسيل، ضمن من سيقوا إلى سجن القلعة في مدينة حجة، فمكث فيه حتى سنة 1955. وخلال سنوات نضاله ضد الحكم الإمامي، سُجن الفسيل 13 مرة في عدد من السجون الإمامية، ومن ذلك بين عامي 1943-1944 وعامي 1957-1961.
وبعد قيام الجمهورية، وسقوط الحكم الإمامي سنة 1962، التي كان من قرأ البيان الأول لها من إذاعة صنعاء، عُيِّن سفيرًا مفوضًا في روسيا، ثم مستشارًا في السفارة اليمنية في القاهرة، ثم مستشارًا لوزير الزراعة بدرجة وزير، ثم وكيلاً لوزارة الأوقاف بدرجة وزير.
كانت تربطه علاقات وثيقة مع محمد محمود الزبيري، وقد كان من ضمن من خرج معه إلى برط حيث تم اغتيال الزبيري. وبعد مقتل الزبيري، شارك في الإعداد لعقد مؤتمر عمران.
بعد العام 1967، وخروج القوات المصرية من اليمن؛ عُيّن سفيرًا مقيمًا في الصومال، وغير مقيم في كينيا، وتنزانيا، وأوغندا، ثم عُين سفيرًا لليمن في ألمانيا الديمقراطية.

## مناصب
تقلد الفسيل الكثير من المناصب الرسمية خلال أكثر من ثلاثين عاما أهمها:
- مقرر الشطر الشمالي في اللجنة الدستورية المشتركة المشتركة من الشمال والجنوب المكلفة بإعداد دستور دولة الوحدة (1972).
- عضو لجنة إعداد برنامج العمل الوطني (1974).
- مستشار لرئيس مجلس القيادة إبراهيم الحمدي (1974- 1975).
- عضو في مجلس النواب (1990).
- سفير اليمن في العراق والصومال وكينيا وألمانيا الشرقية وأوغندا وتنزانيا.

## مؤلفاته
1. الرجل الشاذ. كتيب صغير، حلل فيه شخصية الإمام أحمد بن يحيى حميد الدين، غير أن هذا الكتاب صودر بعد طباعته.
2. كيف نفهم القضية اليمنية؟ بالاشتراك مع أحمد بن محمد الشامي.
3. نحو النور. عالج فيه أخطاء الحركة الوطنية، وقد طبع هذا الكتاب مع الكتاب السابق في كتاب واحد، سنة 1984.
4. اليمن.. داؤها ودواؤها. في ثلاثة مجلدات ضخمة. بالاشتراك مع أحمد عبد الرحمن المعلمي.
5. ديوان شعر. صدر عام 1999، عن مؤسسة العفيف الثقافية بصنعاء.[5]

## وفاته
توفي محمد عبد الله الفسيل صباح يوم الإثنين 2 صفر 1444هـ الموافق 29 أغسطس 2022م، في العاصمة المصرية القاهرة عن عمر يناهز 97 عاما نتيجة إصابته بمرض عضال ألم به وجعله طريح الفراش في إحدى المشافي المصرية.